# Trepča (Andrijevica)
Pour les articles homonymes, voir Trepča.
Trepča (en serbe cyrillique : Трепча) est un village du nord-est du Monténégro, dans la municipalité d'Andrijevica.

## Démographie

### Évolution historique de la population
| 1948 | 1953 | 1961 | 1971 | 1981 | 1991 | 2003 |
| ---- | ---- | ---- | ---- | ---- | ---- | ---- |
| 481  | 480  | 399  | 392  | 330  | 364  | 238  |

## Personnalités
Mihailo Lalić né le 7 octobre 1914 à Trepča et mort le 30 décembre 1992 à Belgrade, était un célèbre romancier de la littérature monténégrine et il est considéré comme d'un des plus grands écrivains monténégrins.